# بنت‌الهدی صدر
آمنه بنت‌الهدی صدر شاعر، نویسنده و معلم فقه و اخلاق عراقی بود.
بنت‌الهدی در اسفندماه سال ۱۳۱۶ (۱۳۵۶ قمری) در شهر کاظمین به دنیا آمد.سیده‌آمنه صدر، دختر سیدحیدر صدر است. مادرش خواهر محمدرضا آل‌یاسین است. سید اسماعیل صدر و سید محمدباقر صدر برادران اویند.

## تحصیلات
وی در یازده سالگی به همراه دو برادر خود، سید اسماعیل و سید محمدباقر صدر به نجف رفت و تحصیلات خود را در زمینهٔ فقه، علم حدیث، اخلاق، تفسیر و سیره نزد برادرش محمدباقر دنبال کرد؛ او همچنین نزد شیخ زهیر الحسون و ام علی الحسون درس آموخت.و به درجه اجتهاد رسید.

## فعالیت‌ها

### جلسات خانگی و مجله الاضواء
بنت‌الهدی، جلساتی را در خانه خود و دیگران برای تبلیغ امور دینی تشکیل می‌داد. آمنه، در «مجله الاضواء» برای دختران عراقی و عرب مطلب می‌نوشت. نوشته‌های او در این مجله حول التزام زنان به آموزه‌های دینی و رد الگوهای غربی بود.او در نشریه الاضواء که گروهی از علمای نجف آن را منتشر می‌کردند، مقاله‌هایی نوشت.
پرورش دختران از طریق برپایی کلاس‌های درسی و همایش‌ها و پیگیری انجام عبادات از سوی دختران تازه به سن تکلیف رسیده و منتشر کردن حجاب در میان آنان. وی در ۱۳۴۴ قمری با نام مستعار «شهیدلر» به نوشتن مطالب دینی پرداخت. همچنین وی بر مدارس الزهرا در شهر کاظمین و نجف نظارت داشت.

### سرپرستی مدارس الزهراء
وی از پایه‌گذاران مدارس دخترانه الزهرا در بغداد، نجف، کاظمین، بصره، دیوانیه و حله بود. وی خود سرپرستی مدرسه‌های نجف و کاظمین را بر دوش داشت که روزهای هفته میان این دو شهر درآمد و شد بود. در این مدرسه‌ها افزون بر درس‌های رسمی، دروس اعتقادی هم تدریس می‌شد تا دختران را با تربیت اسلامی آشنا سازند. از دبیران علمی که از دید اعتقادی هم برخودار بودند، استفاده می‌گردید و آن‌ها آموزش‌های مورد نیاز برای پیشرفت سطح علمی و اعتقادی را می‌گذراندند.
همچنین وی بر مدارس الزهرا در شهر کاظمین و نجف نظارت داشت.
حکومت بعثی عراق در ۱۳۵۰ قمری همه مدرسه‌ها را دولتی کرد و بر پایه بخشنامه‌ای این آموزشگاه‌ها از بنت‌الهدی گرفته شد. بنت‌الهدی پس از این تاریخ، او چندداستان با نامهای زیر نوشت:
1. ای کاش می‌دانستم
2. دو زن و یک مرد
3. دیداری در بیمارستان
4. به دنبال حقیقت
5. خاطراتی در تپه‌های مکه

بنت‌الهدی سه روز در مدرسه‌های بغداد و کاظمین و سه روز هم در مدرسه‌های نجف درس می‌داد
```
کتاب‌هایش در دوران حکومت بعثی‌ها و صدام حسین، در شمار کتاب‌های ممنوعه بودند.
```

- در روزهای حج به‌عنوان سرپرست کاروان از بغداد یا کاظمین نزدیک به ۲۰۰ بانوی عراقی را برای این سفر روحانی همراهی می‌کرد چون آشنایی خوبی با فتوای مراجع دینی داشت، نیاز فقهی هرکس را براساس مرجع خویش پاسخ می‌گفت.[۴]

## نظرات
بنت الهدی با کمک از ابزارهای ادبی همچون شعر و داستان تلاش می‌کرد تا زنان را به هویت و جایگاه دینی خود واقف کند و از نهاد «خانواده» به عنوان یک «مطلوب دینی» دفاع نماید.
او در مقاله نظر زن در ازدواج به ظلم و ستم‌هایی که به زنان از ناحیه بدرفتاری مردان تحمیل می‌شود و این بدرفتاری‌ها و ستم‌ها به اسلام نسبت داده می‌شود؛ اشاره می‌کند. وی اعتقاد دارد که این رفتارها و تضییع حقوق زنان با «روح اسلام و تعالیم حکیمانه آن» بیگانه است.
بنت‌الهدی از رفتار استبدادی برخی مردان که قصد دارند سرنوشت دختران و زنان خود را بدون مشورت با آنان و طبق امیال خود رقم بزنند، به شدت انتقاد می‌کند. او به زنان یادآوری می‌کند که اسلام برای نابودی ظلم و مجازات ظالمین آمده و نه برای ایجاد یک نسل تحت ستم. بنت‌الهدی اعتقاد دارد اسلام بر خلاف سایر اقوام و ملت‌های شرق و غرب که جایگاه تحقیرآمیزی برای زنان در نظر می‌گرفتند، مردان را در کنار زنان قرار داده و حقوق اجتماعی آن‌ها را در نظر گرفته‌است.
بنت‌الهدی صدر همچنین در مقاله زن و فرهنگ با اشاره به «هجوم فرهنگ بیگانه به کشورهای اسلامی»، از محسنات مادی تمدن غرب سخن گفته و در عین حال بر ضرورت حفظ هویت دینی در برابر هجوم این فرهنگ استعماری تأکید کرده‌است. وی در داستان‌هایی که نوشته‌است، به برخی عادات غلط میان زنان اشاره کرده و با زبان هنر درصدد اصلاح آن‌ها برآمده است.
به عنوان نمونه در داستان ملاقات با عروس به برخی عادات و رسوم بیهوده و پرهزینه در مراسم عروسی اشاره می‌کند که تنها به اتلاف وقت و صرف هزینه‌های گزاف منجر شده‌اند. یا در داستان «انتخاب همسر» بنت‌الهدی به جوانان توصیه می‌کند که در ازدواج به دنبال شریک زندگی باشند و نه شریک تجاری، و از نگاه مادی به مسئله ازدواج بپرهیزند.
در دو داستان فضیلت پیروز است و دو زن و یک مرد، خودباختگی فکری و اخلاقی جوانان و زنان را در برابر فرهنگ غرب نکوهش کرده‌است.
صدر در آثار داستانی خود نگاهی هم به مشکلات جهان اسلام دارد. او داستان «آخرین هدیه» را دربارهٔ زنی نوشته که همسرش در جنگ کرامه علیه صهیونیست‌ها کشته می‌شود. وی در این داستان، کاراکتری تأثیرگذار و پویا از شخصیت یک زن مسلمان ارائه کرده‌است.
«دیدار در بیمارستان» آخرین اثر داستانی بنت‌الهدی صدر است که مدتی پیش از کشته‌شدنش نوشته‌است و در آن به رابطه پزشکی با ایمان مذهبی پرداخته و از جدال‌های فکری میان مؤمنان و تجربه‌گرایان و شکاکان سخن به میان آورده‌است.

## تألیفات
از بنت‌الهدی نوشته‌های فراوانی به یادگار مانده‌است که برخی از آن‌ها به فارسی هم برگردان شده‌است. مهم‌ترین آن‌ها به شرح زیر است:
- در جستجوی حقیقت
- خانه گمشده
- دیدار در بیمارستان
- دو زن و یک مرد
- شخصیت زن مسلمان
- فضیلت پیروز است
- سختی و فراخوانی
- بر بلندی‌های مکه: خاطرات و مقالات
- زن در کنار پیامبر
- ای کاش می‌دانستم

## درگذشت
به دنبال پیروزی انقلاب اسلامی در ایران به رهبری خمینی فرصتی برای سید باقر صدر و خواهرش بنت‌الهدی پیش آمد تا موج‌های انقلاب اسلامی را در عراق نیز گسترش دهند. در ۱۷ خرداد ۱۳۵۸ شمسی سید محمدباقر صدر به فرمان صدام حسین، حاکم وقت عراق، دستگیر شد. بنت‌الهدی هنگام دستگیری برادرش، تا خیابان اصلی خانه‌شان جلو آمد و تصمیم گرفت تا برادر را همراهی کند، اما پلیس عراق اجازه این کار را ندادند. به دنبال آن، به حرم علی بن ابی طالب رفت و شبانه در آنجا سخنرانی‌هایی کرد. مدتی بعد برادرش آزاد شد اما دیگر بار در ۱۷ فروردین ۱۳۵۹، حکومت عراق، بنت‌الهدی را، یک روز پس از بازداشت برادرش آیت‌الله صدر، دستگیر و شکنجه کرد. همواره در جمع زنان می‌گفت:
 «اسلام غریب است و دلسوز کم دارد.»
 برزان ابراهیم، برادر ناتنی صدام حسین، از آیت‌الله صدر خواسته بود تنها چند کلمه بر ضد خمینی و انقلاب اسلامی بنویسد که آیت‌الله صدر نپذیرفت و به دستور صدام او و بنت‌الهدی صدر، را در ۱۹ فروردین ۱۳۵۹ (۲۲ جمادی‌الاول ۱۴۰۰)، سه روز پس از آخرین دستگیری، به همراه شکنجه به قتل رسانده شدند. پیکر وی در قبرستان وادی‌السلام شهر نجف در مقبره خانوادگی خاندان صدر به خاک سپرده شد.